# Madman Across the Water
Madman Across the Water — четвёртый студийный альбом британского певца и композитора Элтона Джона, вышедший в 1971 году. Третий по счёту альбом, выпущенный в этом календарном году. Содержит девять треков, каждый из которых был написан и исполнен самим Джоном, а тексты песен — его партнером по написанию песен Берни Топином. В двух песнях принял участие клавишник Yes Рик Уэйкман.

## Об альбоме
Диск занял 8-е место в американском чарте Billboard Top LPs.
Альбом достиг максимального уровня продаж в США и ему был присвоен дважды платиновый статус от RIAA за тираж более 2 000 000 экземпляров в августе 1998 года.

## Список композиций
Слова и музыка всех песен — написаны Элтоном Джоном и Берни Топином.
| №  | Название                  | Длительность |
| -- | ------------------------- | ------------ |
| 1. | «Tiny Dancer»             | 6:12         |
| 2. | «Levon»                   | 5:37         |
| 3. | «Razor Face»              | 4:40         |
| 4. | «Madman Across the Water» | 5:22         |

| №  | Название          | Длительность |
| -- | ----------------- | ------------ |
| 1. | «Indian Sunset»   | 6:45         |
| 2. | «Holiday Inn»     | 4:22         |
| 3. | «Rotten Peaches»  | 5:14         |
| 4. | «All the Nasties» | 5:08         |
| 5. | «Goodbye»         | 1:48         |

## Участники записи
Приведены по сведениям базы данных Discogs, нумерация треков указана по изданию в формате компакт-диска.
Музыканты:
- Элтон Джон — вокал, пианино
- Брайан Ди[англ.] — фисгармония (песня 2)
- Рик Уэйкман — орган Хаммонда (песни 3, 4, 7)
- Джек Эмблоу[англ.] — аккордеон (песня 3)
- Дайана Льюис — ARP-синтезатор (песни 4, 7)
- Калеб Куэй[англ.] — электрогитара (песни 1, 2, 3), акустическая гитара (песня 6)
- Би Джей Коул[англ.] — стил-гитара (песня 1)
- Дэйви Джонстоун[англ.] — акустическая гитара (песни 1, 4, 7), мандолина (песня 6), ситар (песня 6)

| - Крис Спеддинг — электрогитара (песня 4), слайд-гитара (песня 7) - Дэвид Гловер — бас-гитара (песни 1, 3, 6) - Брайан Оджерс — бас-гитара (песня 2) - Херби Флауэрс — бас-гитара (песни 4, 5, 7) - Крис Лоуренс — контрабас (песня 5) - Ди Мюррей — бас-гитара (песня 8), бэк-вокал (песни 1, 6, 7) - Роджер Поуп — ударные (песни 1, 3, 6) - Барри Морган — ударные (песня 2) - Терри Кокс — ударные (песни 4, 5, 7) - Найджел Олссон — ударные (песня 8), бэк-вокал (песни 1, 6, 7) - Рэй Купер — перкуссия (песня 4), бубен (песни 7, 8) - Пол Бакмастер — оркестровые аранжировки и дирижёр (песни 1, 2, 4, 5, 6, 8, 9) | - Дэвид Кац — дирижёр (песни 1, 2, 4, 5, 6, 8, 9) - Тони Берроуз — бэк-вокал (песни 1, 6, 7) - Роджер Кук — бэк-вокал (песни 1, 6, 7) - Лесли Дункан — бэк-вокал (песни 1, 6, 7) - Барри Сент-Джон — бэк-вокал (песни 1, 6, 7) - Терри Стил — бэк-вокал (песни 1, 6, 7) - Лиза Страйк — бэк-вокал (песни 1, 6, 7) - Sue and Sunny — бэк-вокал (песни 1, 6, 7) - Cantores em Ecclesia Choir — хор (песни 5, 8) - Роберт Кирби — хормейстер (песни 5, 8) |

Технический персонал:

| - Гас Даджен — музыкальный продюсер - Робин Джеффри Кейбл — звукорежиссёр - Тони Казинс — инженер ремастеринга - Гас Скинас — звукооператор - Рики Грэм — оцифровка звукового материала | - Грег Пенни — объёмный микс - Криспин Мюррей — ассистент - Дэвид Ларкхэм — художественное руководство, дизайн упаковки, дизайн обложки, художественное оформление конверта, фотография - Джилл — художественное оформление - Янис — художественное оформление - Боб Груэн — фотография - Джон Тоблер — автор текста для буклета |

## Позиции в хит-парадах и сертификации
| Год       | Хит-парад                              | Высшая позиция | Пребывание в чарте |
| --------- | -------------------------------------- | -------------- | ------------------ |
| 1971—1972 | Австралия (Kent Music Report)          | 8              | нет данных         |
| 1971—1972 | Великобритания (UK Albums Chart)       | 41             | 2 недели           |
| 1971—1972 | Испания (PROMUSICAE)                   | 11             | нет данных         |
| 1971—1972 | Италия (Musica e dischi)               | 14             | 9 недель           |
| 1971—1972 | Канада (RPM Albums Chart)              | 9              | 32 недели          |
| 1971—1972 | США (Billboard Top LPs)                | 8              | 52 недели          |
| 1971—1972 | Япония (Japanese Oricon LP Chart)      | 13             | нет данных         |
|           |                                        |                |                    |
| 2022      | Бельгия/Валлония (Ultratop)            | 112            | 1 неделя           |
| 2022      | Бельгия/Фландрия (Ultratop)            | 159            | 1 неделя           |
| 2022      | Великобритания (Albums Chart Update)   | 8              | 1 неделя           |
| 2022      | Великобритания (Albums Sales Chart)    | 5              | 2 недели           |
| 2022      | Великобритания (Physical Albums Chart) | 5              | 2 недели           |
| 2022      | Великобритания (Record Store Chart)    | 17             | 1 неделя           |
| 2022      | Великобритания (UK Albums Chart)       | 53             | 1 неделя           |
| 2022      | Великобритания (Vinyl Albums Chart)    | 6              | 1 неделя           |
| 2022      | Германия (Offizielle Top 100)          | 32             | 1 неделя           |
| 2022      | Швейцария (Schweizer Hitparade)        | 53             | 1 неделя           |
| 2022      | Шотландия (Scottish Albums Chart)      | 7              | 1 неделя           |

| Хит-парад (1972)                   | Позиция |
| ---------------------------------- | ------- |
| Италия (FIMI)                      | 54      |
| США (Billboard Top Popular Albums) | 10      |

| Регион | Сертификация  | Продажи    |
| --- | ------------- | ---------- |
| Австралия (ARIA) | Золотой       | 20 000^    |
| Великобритания (BPI) · оригинальное издание                                                                                               | Золотой       | 100 000^   |
| Великобритания (BPI) · продажи начиная с 1993                                                                                             | Серебряный    | 60 000     |
| Канада (Music Canada) | Платиновый    | 100 000^   |
| США (RIAA) | 2× Платиновый | 2 000 000^ |
| ^ Данные о тиражах приведены только на основе сертификации. · Данные о продажах + прослушиваниях приведены только на основе сертификации. |               |            |